# CanSat

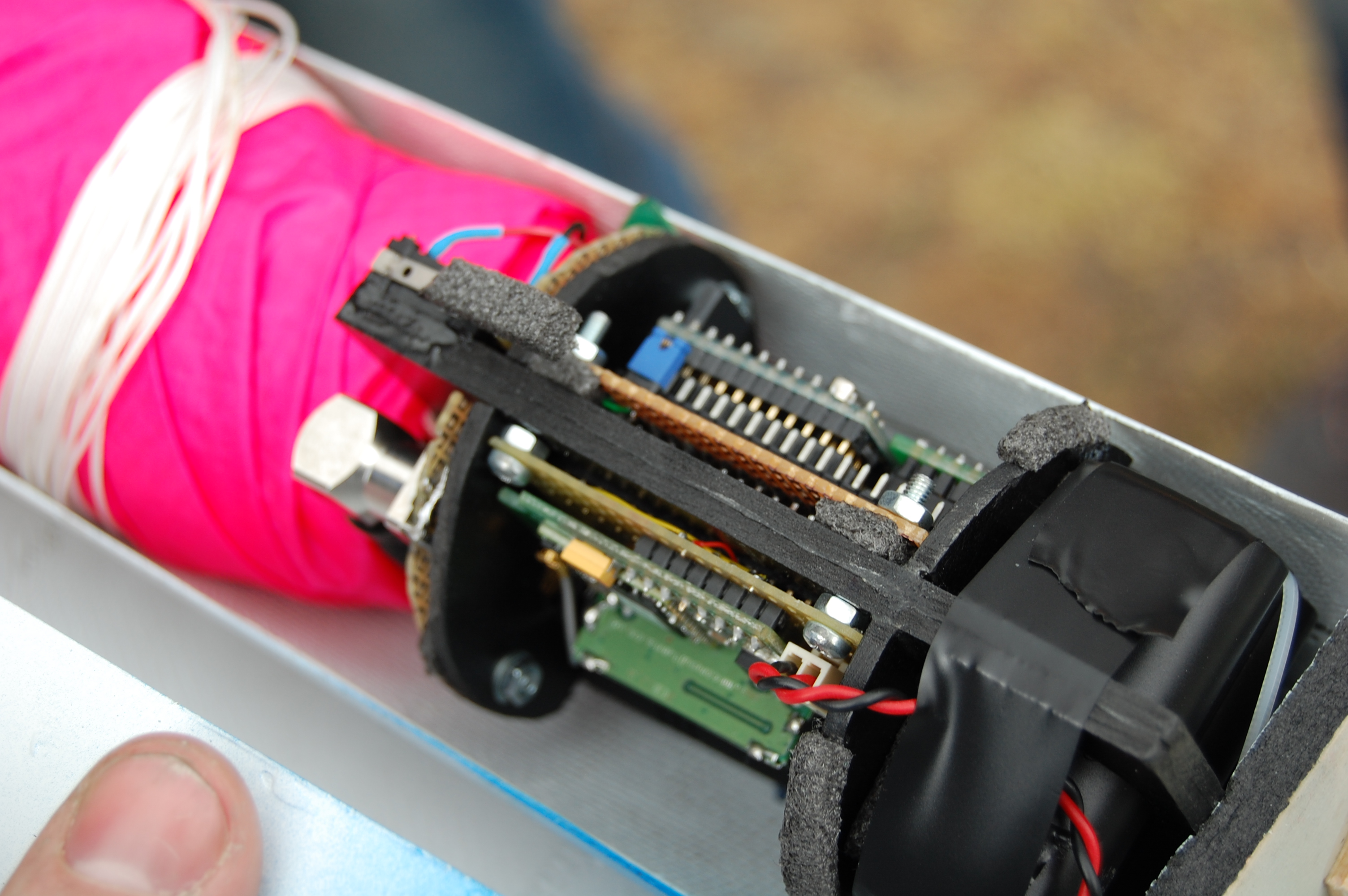
Wnętrze jednego z CanSatów

CanSat – minisatelita wielkości standardowej puszki po napoju. Jego zadaniem jest przeprowadzenie różnego rodzaju badań i eksperymentów. Urządzenia te wykorzystywane są do nauki i zapoznawania uczniów z technologiami kosmicznymi poprzez rywalizację w konkursach organizowanych na całym świecie.

## Polska edycja CanSat
W Polsce konkurs Cansat organizowany jest przez Biuro Edukacji Kosmicznej ESERO-Polska. Są to eliminacje do europejskich zawodów organizowanych przez Europejską Agencję Kosmiczną (ESA).
W konkursie mogą startować drużyny składające się od 4 do 6 uczniów, którym musi towarzyszyć opiekun. Ich zadaniem jest zbudowanie urządzenia, które uwzględnia wszystkie główne podsystemy obecne na prawdziwym satelicie, takie jak: moduł zasilania, system lądowania i komunikacji, komputer pokładowy. Minisatelita powinien być w stanie przeprowadzić badania i eksperymenty: najpierw podczas lotu rakietą, na wysokość kilku kilometrów, a następnie w trakcie opadania na spadochronie. Dane, jakie zbierają CanSaty, bywają różne – od ciśnienia atmosferycznego i temperatury powietrza, przez telemetrię i fotografię, po poziom promieniowania jonizującego.

## CanSaty w innych krajach
Europejska Agencja Kosmiczna organizuje międzynarodowe finały konkursu, ale oprócz tego przez odpowiednie biura tej organizacji w krajach członkowskich organizowane są krajowe edycje konkursu CanSat. Zasady konkursu w różnych krajach są do siebie podobne, jednak każdy kraj ma zostawioną w tym względzie pewną autonomię. Zawody organizowane są w 16 krajach:
- Austrii,
- Belgii,
- Czechach,
- Danii,
- Niemczech,
- Grecji,
- Irlandii,
- Włoszech,
- Malcie,
- Finlandii,
- Portugalii,
- Polsce,
- Rumunii,
- Holandii,
- Hiszpanii,
- Wielkiej Brytanii

Poza Europą analogiczne konkursy organizowane są też w innych krajach takich jak:
- Stany Zjednoczone[3]
- Indie[3]
- Turcja[4]
- Korea Północna[5]
- Japonia[6]
- Argentyna[7]
- Iran[8]
- Republika Południowej Afryki[9]